# HGM jazz orkestar Zagreb
HGM jazz orkestar Zagreb je hrvatski mladeški jazz orkestar iz Zagreba.

## Povijest
Osnovan je ožujka 2002. godine u Međunarodnom kulturnom centru Hrvatske glazbene mladeži u Grožnjanu, na inicijativu mladih jazz glazbenika, polaznika Ljetne jazz škole koja se tradicionalno održava ljeti u MKC HGM Grožnjanu pod vodstvom Boška Petrovića. Uspješnost radionice potaknula je Hrvatsku glazbenu mladež pokrenuti ovaj projekt kao prvi mladi profesionalni jazz big band u Hrvatskoj. Članovi su učenici glazbenih škola i mladi glazbenici iz Zagreba i drugih hrvatskih gradova. 
Voditelj Big Banda je austrijski jazz glazbenik i glazbeni pedagog Sigi Feigl. Prvi album, HGM Plays The Beatles, orkestar je objavio 2009. godine u izdanju Aquarius Recordsa, a na njemu su jazzistički aranžirane skladbe Johna Lennona i Paula McCartneyja iz repertoara Beatlesa. Promovirao ga je 6. prosinca 2009. u Kinu Studentskoga centra u Zagrebu HGM, na trećem sezonskom koncertu iz svog redovnog ciklusa Sunday Nights.
Sudjelovali su na raznim priredbama. Na njihovim su koncertima gostovali razni glazbenici:  Mathias Ruegg, Fay Claassen, Luis Bonilla, Erik Truffaz, Thana Alexa Pavelic, Renee Manning, Sherisse Rogers, Toshiko Akiyoshi, Karolina Strassmayer, Kokan Dimuševski, Leb i sol, Sally Night, Peter Soave, Kvartet Rucner, Berty Majer, Ivana Bilić, Radojka Šverko,Tina Vukov, Vanna, Jacques Houdek, Nika Turković, Ivana Kindl, John Thomas, Pete McGuinness, Joseph Bowie, Luis Bonilla, Miljenko Prohaska, Ladislav Fidri, Dunja Skopljanas-Peroš... Nastupali su s uglednim jazzerskim imenima kao što su Bobby Shew, Boško Petrović, Damir Dičić, John Thomas, Karheinz Miklin, Evald Oberleitner, Matija Dedić, Elvis Stanić i Neven Frangeš..., te se usavršavali s brojnim domaćim i stranim jazz glazbenicima kao Michael Abene, John Riley, Dick Oatts.

## Članovi
Članovi su 2003. bili:
- trube: Izidor Leitinge, Antonio Geček, Vjeran Ježek, Tomica Rukljić, Zvonimir Bajević, Robert Lackner, Ivan Kušelj
- saksofoni: Zdenko Ivanušić, Josipa Mišić, Robert Polgar, Dejan Kus, Damir Horvat, Bernhart Schrausser
- tromboni: Marijan Orešković, Luka Žužić, Tomislav Koprivčević, Mario Ferketin
- tuba: Jurica Rukljić
- glasovir: Davor Dedić
- bas: Goran Rukavina, Florian Wirth
- gitara: Luka Udjbinec, Alex Schropel
- bubnjevi: Bruno Domitar, Janko Novoselić, Roland Nauta
- vokal: Aleksandar Čakalo